# Bourj FC
Der Bourj Football Club (arabisch نادي البرج الرياضي) ist ein 1967 gegründeter libanesischer Fußballverein aus Burj el Barajneh im Gouvernement Libanonberg. Aktuell, Stand Oktober 2024, spielt der Verein in der ersten Liga.

## Vereinserfolge
- Libanesischer Pokalsieger: 1992/93
- Libanesischer Challenge Cupsieger: 2019, 2021
- Libanesischer Zweitligameister: 1990/91, 2000/01, 2018/19
- Libanesischer Drittligameister: 2016/17

## Stadion
Der Verein trägt seine Heimspiele im Bourj el-Barajneh Stadium in Bhamdoun aus. Das Stadion hat ein Fassungsvermögen von 1500 Personen.

## Trainer
Stand: Oktober 2024
| Trainer         | von               | bis               |
| --------------- | ----------------- | ----------------- |
| Hussain Hamdan  | 1. Juli 2020      | 10. Dezember 2020 |
| Fouad Hijazi    | 10. Dezember 2020 | 30. Juni 2022     |
| Osama Faragalla | 1. Juli 2022      | 22. Januar 2023   |
| Hussein Tahan   | 25. Januar 2023   | 25. Februar 2024  |
| Malek Hassoun   | 26. Februar 2024  | 31. Mai 2024      |
| Fouad Hijazi    | 1. Juli 2024      |                   |

## Aktueller Kader
Stand: September 2024
| Nr. |         | Position | Name                   |
| --- | ------- | -------- | ---------------------- |
| 1   | Libanon | TW       | Ahmad Diab             |
| 2   | Libanon | AB       | Mohammad Fneish        |
| 3   | Ghana   | AB       | Ibrahim Abdulai        |
| 4   | Libanon | AB       | Ali Abboud             |
| 5   | Libanon | AB       | Mohammad Farhat        |
| 6   | Libanon | MF       | Ibrahim Hammoudi       |
| 7   | Libanon | MF       | Haidar Khreis          |
| 8   | Libanon | MF       | Mohamad El Sibai       |
| 9   | Libanon | ST       | Hassan Mehanna         |
| 10  | Libanon | ST       | Hassan Chaito          |
| 11  | Libanon | ST       | Ali Rahhal             |
| 12  | Libanon | AB       | Abdallah Aich          |
| 14  | Libanon | AB       | Hassan Abdallah Hazime |
| 15  | Libanon | MF       | Hasan Koteish          |
| 16  | Libanon | MF       | Mohammad Ali           |

| Nr. |                | Position | Name                 |
| --- | -------------- | -------- | -------------------- |
| 17  | Senegal        | MF       | Abdoulaye Fall       |
| 19  | Libanon        | MF       | Mohammad Choumar     |
| 20  | Libanon        | ST       | Ali Haddad           |
| 21  | Libanon        | AB       | Mohamad Hammoud      |
| 22  | Libanon        | TW       | Hasan Hazimeh        |
| 23  | Libanon        | MF       | Ali Reslan           |
| 27  | Elfenbeinküste | ST       | Chris Calvin Nawatta |
| 30  | Libanon        | MF       | Youssef Atriss       |
| 33  | Libanon        | TW       | Mahdi Mzannar        |
| 70  | Libanon        | MF       | Shadi Jouni          |
| 71  | Syrien         | ST       | Abbas Shahine        |
| 77  | Libanon        | AB       | Youssef Anbar        |
| 80  | Libanon        | MF       | Hasan Mokdad         |
| 99  | Libanon        | ST       | Ahmad Hijazi         |
|     | Libanon        | TW       | Hadi Shahine         |